# Проба газу
Проба газу (рос. проба газа; англ. gas sample; нім. Gasprobe f) — відповідним чином відібраний (як правило, з допомогою аспіратора, із запобіганням попаданню атмосферного повітря) і збережений у герметичній посудині взірець газу, який підлягає аналізу.